# Пахноліт
Пахноліт — мінерал, водний алюмофлуорид натрію і кальцію острівної будови.
Синоніми: піроконіт.

## Загальний опис
Хімічна формула: NaCa[AlF6]•H2O. Склад у %: Na — 10,36; Ca — 18,05; Al — 12,14; F — 51,34; H2O — 8,11.
Сингонія моноклінна.
Кристали призматичні.
Спайність недосконала.
Густина 2,98.
Твердість 3-3,5.
Безбарвний до білого. Прозорий до напівпрозорого.
Блиск скляний.
Крихкий.
Злам нерівний.
Продукт вивітрювання кріоліту.
Зустрічається в родов. Івігтут (Ґренландія), Пайкс-Пік (штат Колорадо, США) й Міас (Урал, РФ). Дуже рідкісний.
Від грецьк. «пахнос» і «літос» — камінь (A. Knop, 1863).